# Gareth McAuley
Gareth Gerald McAuley (Larne, 1979. december 5. –) északír válogatott labdarúgó, a West Bromwich Albion játékosa.
Az Északír válogatott tagjaként részt vett a 2016-os Európa-bajnokságon.

## Karrierje
Karrierrjét a Linfield FC-ben kezdte, jelenleg a West Bromwich Albion játékosa, ahol 2017-ben 2018-ig hosszabbította meg a szerződését.

## Sikerei, díjai
Coleraine
- Északír kupa (1): 2002–03